# Peter Chung
Pour les articles homonymes, voir Chung.
 (avril 2019).
Si vous disposez d'ouvrages ou d'articles de référence ou si vous connaissez des sites web de qualité traitant du thème abordé ici, merci de compléter l'article en donnant les références utiles à sa vérifiabilité et en les liant à la section « Notes et références ».
Peter Chung (en coréen, hangeul : 정근식 ; romanisation révisée : Jeong Geon-Sik) est un réalisateur de films d'animation sud-coréen né le 19 avril 1961 à Séoul. Il a étudié l'animation à CalArts.

## Réalisations

### Longs métrages
- 2007 : Party 7 (séquence de la distribution)
- 2005 : Æon Flux (scénariste)
- 2004 : Les Chroniques de Riddick : Dark Fury (designer)
- 2000 : Les Razmoket à Paris, le film (scénariste)
- 1998 : Les Razmoket, le film (storyboard)
- 1996 : Dernier Recours (assistant de production, )
- 1986 : La Guerre des robots (storyboard)
- 1983 : Tygra, la glace et le feu (layout)

### Séries
- 2010 : Firebreather (téléfilm d'animation)
- 2007 : Revisioned: Tomb Raider Animated Series (en) (série d'animation)
- 1998 : C.O.P.S. (série d'animation) character design, supervision de la production outre-mer.
- 1997 : Alexander (Alexander Senki, série d'animation)
- 1991 : Æon Flux, série de dessin animé de science-fiction, réalisateur, scénariste, character design.
- 1991 : Liquid Television (en) (série d'émission MTV)
- 1991 : Les Razmoket (Rugrats)
- 1984 : Transformers (storyboard)

### Courts métrages d'animation
- 2012 : Diablo III : Wrath (réalisateur)[1]
- Speed Guarantee ;
- 2003 : Compilation Animatrix, court « Matriculé » (en anglais : Matriculated), scénariste.

### Publicité
- Rumblin Construction, pour Fisher-Price ;
- Pirate Raider, pour Fisher-Price ;
- The Coupe Mission', pour Honda ;
- 501′s, pour Levi Strauss & Co. ;
- Xing Over pour Jaguar ;
- G-force, pour Psygnosis ;
- Fuel Gauge, pour Rally's (en) ;
- Chicken Sandwich, pour Rally's (en)[2]
- Chicken, pour Rally's (en) ;
- Screamin Chicken, pour Rally's (en) ;
- Johnny Law, pour Rally's (en) ;
- AT&T Business Advantage, pour AT&T ;
- Cross the Line, pour Hot Wheels / Mattel